# Итакаре
Итакаре (порт. Itacaré)  —  муниципалитет в Бразилии, входит в штат Баия. Составная часть мезорегиона Юг штата Баия. Входит в экономико-статистический микрорегион Ильеус-Итабуна. Население составляет 17 893 человека на 2006 год. Занимает площадь 730,280 км². Плотность населения — 24,5 чел./км².

## История
Город основан в 1732 году.

## Статистика
- Валовой внутренний продукт на 2003 год составляет 45 495 139,00 реалов (данные: Бразильский институт географии и статистики).
- Валовой внутренний продукт на душу населения на 2003 год составляет 2527,93 реалов (данные: Бразильский институт географии и статистики).
- Индекс развития человеческого потенциала на 2000 год составляет 0,588 (данные: Программа развития ООН).

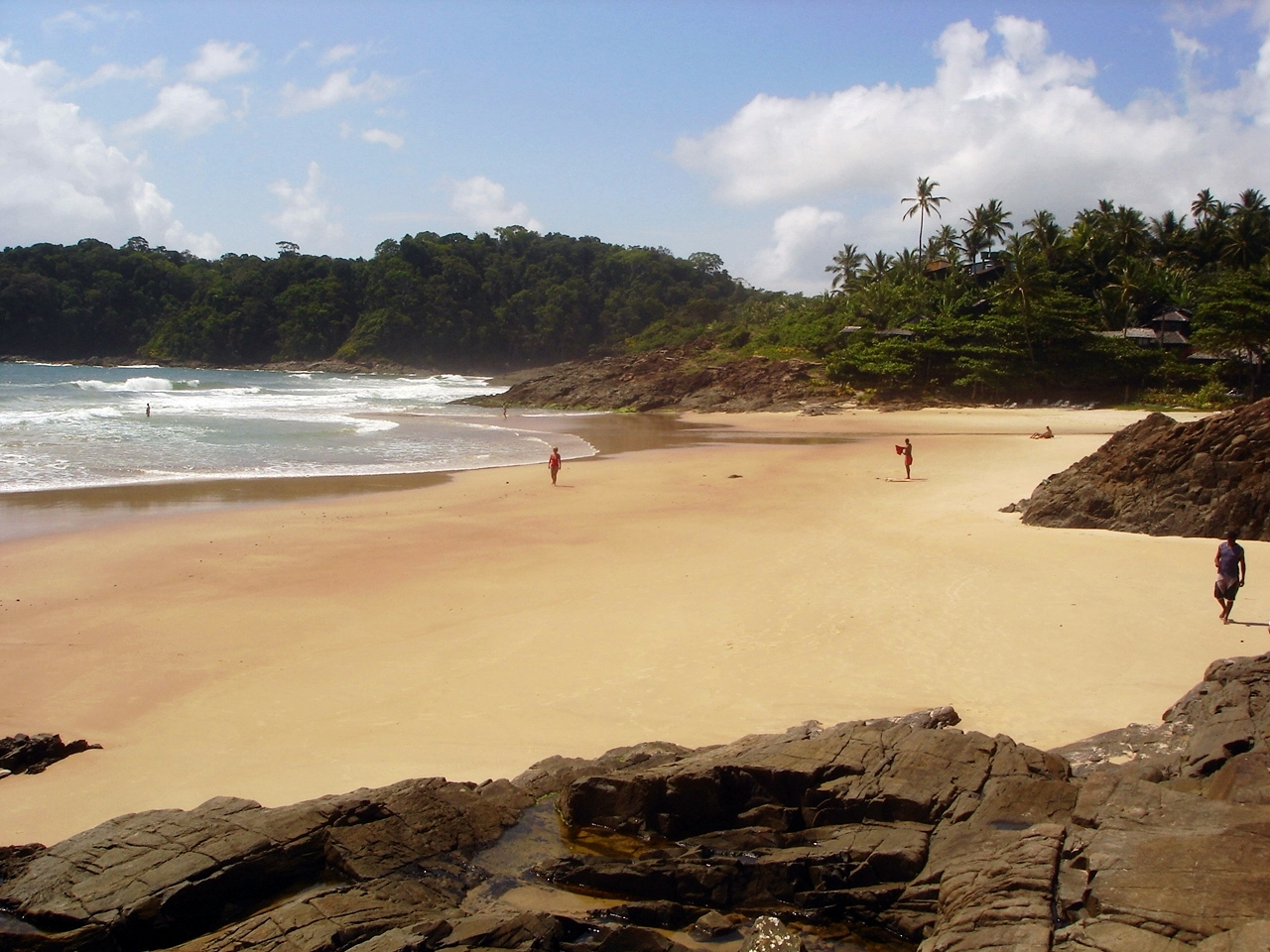
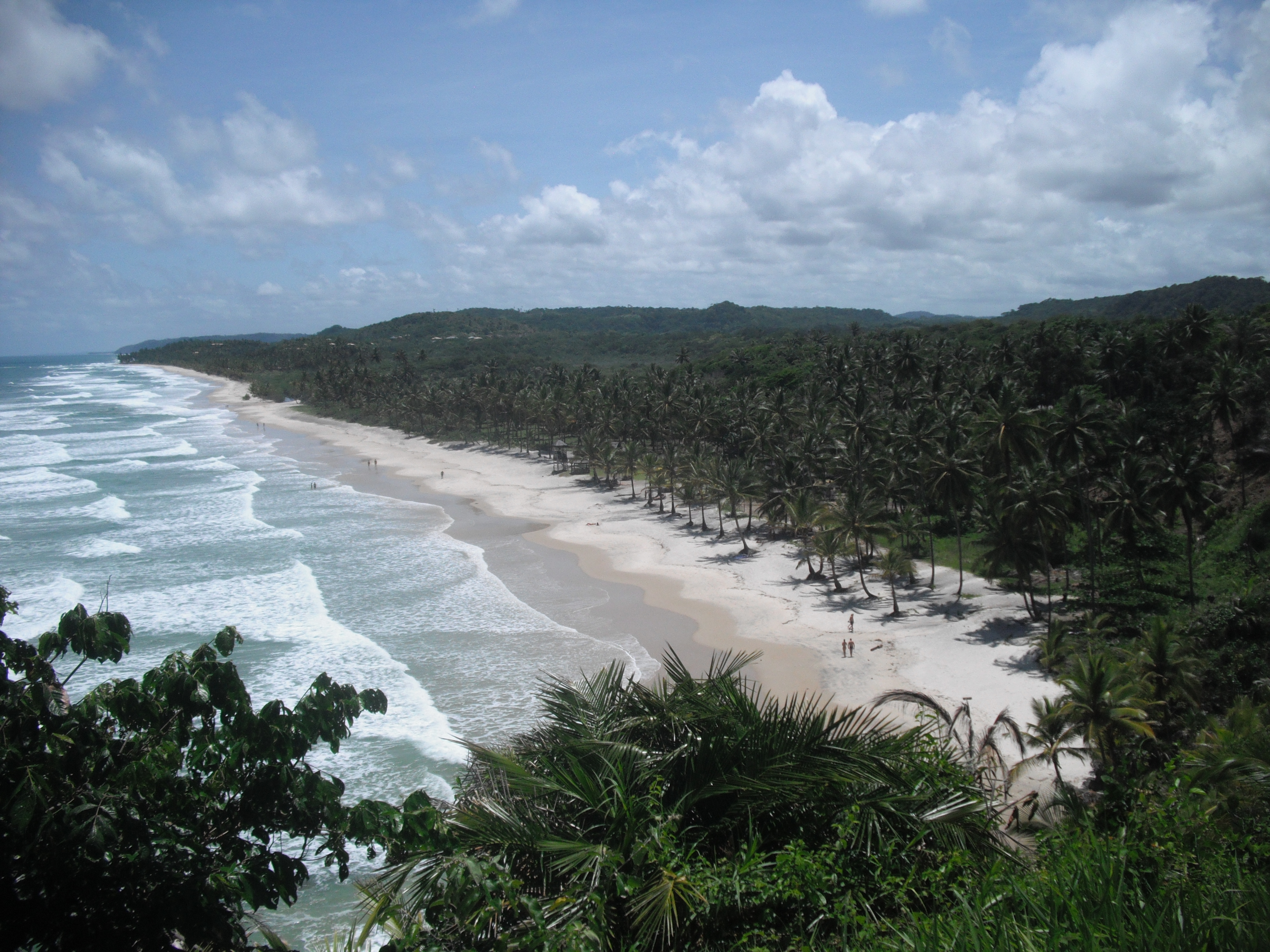
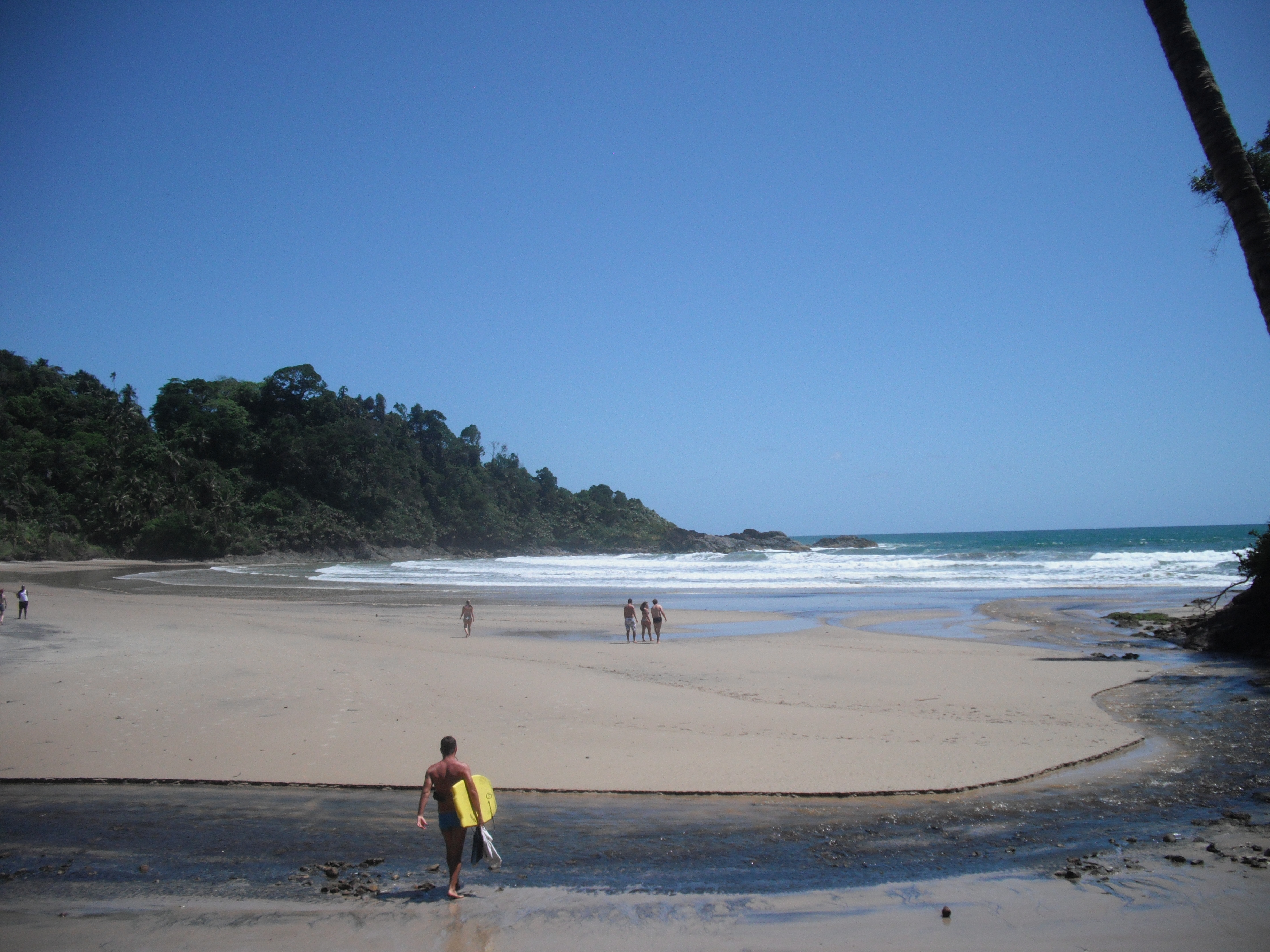